# 温哲卡利比郡
溫哲卡利比郡（英語：Wingecarribee Shire）位于澳洲新南威尔士州，约在悉尼市中心西南面一百一十千米处。
它于1981年1月1日建立，名称取自区內同名河流（Wingecarribee River），地方政府总部设在莫斯維爾，管理地域包含南部高地。。相传「Wingecarribee」詞義为“飞天鸟群（a flight of birds）”或“适合在旁休息之水域（waters to rest beside）”。

## 备注
1. ↑  汉语译名来自澳洲官媒“特别广播服务公司”。